# Dohrniphora insulana
Dohrniphora insulana är en tvåvingeart som beskrevs av Liu 2001. Dohrniphora insulana ingår i släktet Dohrniphora och familjen puckelflugor. Inga underarter finns listade i Catalogue of Life.